# Олександрівка (Бердянський район)
Олекса́ндрівка — село в Україні, у Чернігівській селищній громаді Бердянського району Запорізької області. Населення становить 121 особу (1 січня 2015). До 2016 орган місцевого самоврядування — Ільїнська сільська рада.
Село тимчасово окуповане російськими військами 24 лютого 2022 року.

## Географія
Село Олександрівка знаходиться на правому березі річки Чокрак, яка через 2 км впадає в річку Юшанли, вище за течією на відстані 2,5 км розташоване село Панфіловка, нижче за течією на відстані 1 км розташоване село Калинівка. Річка в цьому місці пересихає, на ній зроблено кілька загат.

## Історія

### Довоєнна
Село Олександрталь засноване в 1820 р, 16 сім'ями німців-менонітів, вихідців з Пруссії. Названо на честь імператора Олександра I. У 1822 році переселилося ще 4 сім'ї з Прусії. До 1851 року на заході села було насаджено ліс на 79588 дерев. Колонія розвивалася і в 1864 році тут в 54 будинках проживало 382 жителя, функціонувало сільське училище. Основним заняттям було землеробство та скотарство. У 1913 році в селі було 400 жителів, працювали вітряк, млин, магазин, розсадник дерев. Унаслідок революції частина жителів загинула й частина емігрувала. Під час колективізації розкуркулено 8 господарств і утворено сільгоспартіль. Під час репресій 1930-х років було репресовано 51 житель села, практично всі вони загинули в таборах. За рахунок тяжкої праці в селі збудовано капітальну школу в 1936 році. Були дитсадок, магазин, відділення зв'язку, клуб, громадські приміщення, тваринницькі ферми. Напередодні війни в селі проживало 428 осіб, в основному німецької національності. З початком сталінсько-гітлерівської війни все чоловіче доросле населення репресовано й відправлено в табори, де практично всі вони загинули. З наближенням фронту репресовано й відправлено до Сибіру. На фронтах воювало 33 українських жителі села, 8 з них загинули.

### Післявоєнна
У 1943 році село перейменоване в Олександрівку. Після війни село відбудовують, його заселяють жителі навколишніх сіл і переселенці з Польщі, Чернігівщини та Чернівецької області. З повоєнний період в селі збудовано багато господарчих будинків, магазин. Поступово село потрапляє в розряд неперспективних. У 1960 році неповну середню школу перетворюють на початкову, а в 1977 році закривають. Молодь від'їздить із села, село старіє. У 2001 році в 60 будинках проживало 185 осіб, переважно пенсіонерів. Молодь працює в місцевому фермерському господарстві.
12 червня 2020 року, відповідно до Розпорядження Кабінету Міністрів України від  № 713-р «Про визначення адміністративних центрів та затвердження територій територіальних громад Запорізької області», увійшло до складу Чернігівської селищної громади.
17 липня 2020 року після ліквідації Чернігівського району село увійшло до Бердянського району.

## Населення

### Мова
| українська мова | болгарська | російська |
| --------------- | ---------- | --------- |
| 88.65 %         | 7.03 %     | 4.32 %    |